# 第二言語研究 (雑誌)
第二言語研究（Second Language Research）は、第二言語習得と第二言語のパフォーマンスを中心とした、言語学の分野における査読付き学術誌。毎年、最新のトピックを取り上げた特別号が発行されている。1985年に創刊され、サージュ・パブリケーションズ社から季刊で発行されている。現在の編集長はSilvina MontrulとMike Sharwood Smith。
Journal Citation Reportsによると、2011年のインパクトファクターは1.219で、"Education & Educational Research "カテゴリの206誌中41位、"Linguistics "カテゴリの162誌中25位にランクされている。